# Province Romandiolæ
La province Romandiolæ (nom complet Provincia Romandiolæ et Exarchatus Ravennæ) était une subdivision administrative de l’État pontifical qui commence à faire partie de l'État à partir de 1278 en tant que province jusqu’en 1540.

## Histoire
Depuis le XIIe siècle, les empereurs Souabes avaient fait des promesses à l’Église de Rome relative à la restitution de la Romandiola, constituée à l’époque de l'Exarchatus Ravennae (qui comprenait la Romagne et Bologne) et du comitatus Brittinorii. Telles promesses n’étaient restées que sur les cartes. Les cités de Romagne étaient engagées auprès de l’empereur. L'influence  du Saint-Empire romain germanique se termina en 1248, quand Frédéric II du Saint-Empire fut inopinément vaincu à Parme, perdant le contrôle de la cité émilienne. Les cités guelfes (fidèles au pape) en profitèrent et s’allièrent pour attaquer les cités gibelines (fidèles à l’empereur), dont Forlì, qui continua pour des siècles à être cité de l’Empire.
Pour tenter de récupérer ses possessions, l’État pontifical envoya dans la région Ottaviano Ubaldini, qui à la tête des troupes guelfes vainquit les gibelins et ramena au Saint-Siège toutes les cités de la Romagne. Le succès de l’opération était aussi dû à la commune libre de Bologne, dont l’intervention n’était pas désintéressée, car les bolonais espéraient jouer un rôle en Romagne.
En 1277, le nouveau pontife Nicolas III, politicien né, conçu le projet d’une grange seigneurie en Italie centrale et septentrionale qui comprenait la Romagne, Bologne et la Toscane, à confier à la famille romaine des Orsini.
Pour de telles fins, décida d’agir sur deux plans, local et international:
- niveau local: calmer les disputes entre les nobles familles florentines, bolonaises et ravennates.
- niveau international: trois années auparavant (1274), l’empereur Rodolphe de Habsbourg avait renoncé à ses prétentions sur la Romagne en échange de son couronnement impérial.

Toutefois, le passage de la Romagne de l’Empire à l’État pontifical n’étant toujours pas effectif : le 25 septembre 1277, Nicolas III envoya le cardinal Latino Malabranca Orsini (son neveu), comme légat apostolique en Toscane et en Romagne, en lui joignant Bertolo Orsini. Parallèlement, Nicolas III commence à traiter avec Rodolphe de Habsbourg qui, en mai 1278, signe un concordat qui scella définitivement le passage de la Romagne à l’État pontifical.
Le 24 septembre 1278, Nicols III institua dans chaque province pontificale un administrateur civil dont Bertolo Orsine fut le premier en Romagne (à l’exclusion de Bertinoro autonome).

## Un état de rébellions intermittentes (1278-1357)
La paix ne dura qu’une année et la mission de Latino Malabranca Orsini ne rapporta que quelques succès partiels. En 1279, fin des batailles entre les familles Lambertazzi et Geremei à Bologne entre guelfes et gibelins de florence. En 1280, début de guerre en Toscane ; Forlì, entre autres, ne voulant pas se plier au parti guelfe.
En 1281, le pape français Martin IV, chargea Giovanni d'Appia, de former une armée pour reconquérir les cités romagnoles. Après la prise aisée de Faenza, Giovanni se dirigea vers Forlì et y mit le siège qui dura jusqu’en 1282. Les gens de Forli, commandés par Guido da Montefeltro, réussirent à percer le siège et à vaincre Giovanni d'Appia dans ce qui devint la célèbre bataille de Forlì.
Au XIVe siècle, le Saint-Siège, subissant l’influence politique de la France, transféra le siège de la papauté à Avignon. Depuis la Provence le pontife n’étant plus en mesure de protéger ses propres sujets, de nombreuses cités subirent de nouveau la tyrannie des seigneurs locaux malgré l’intervention de cardinaux légués pour contrôler le territoire :
- Napoléon Orsini (1305-1314), nommé par Clément V ;
- Bertrand du Pouget (1327-34), qui reconquit Bologne et autres cités, mais fut vaincu par la maison d'Este en 1333.
- Robert d'Anjou roi de Naples (nommé en 1310), n’eut pas de succès dans sa tentative de paix.

En 1336, durant le vide de pouvoir laissé par la papauté en Avignon, le recteur de la province, Guglielmo di Arnaldo, fit rédiger un corpus normatif afin de réguler tous les aspects de la vie civile et militaire de la province. Au numéro 124 furent fixés les Confinia provinciæ Romandiolæ et comitatum Bretinorii :
Flumen Folii ef flumen Reni et Padus in quo Renum intrat, et ubi Renum nomen perdit, et Padus qui vulgari sermone dicitur Volana, et mare Adrianum et cacumina Alpium inter ipsam provinciam et provinciam Tuscie, prout ex ipsis Alpibus aqua pluvia decurit ad mare Adrianum predictum. 

## Egidio Albornoz et les «Constitutions égidiennes»
Le 30 juin 1353, le pape Innocent VI nomma légat pour tout le nord de l’Italie, le cardinal espagnol  Egidio Albornoz, habile organisateur qui réussit en 4 années, à ramener sous le pouvoir de l’Église tous les territoires qui avaient été sous sa domination. Seules trois familles jurèrent obéissance : la famille Alidosi d’Imola, les Da Polenta de Ravenne et les Malatesta de Rimini.
Toutes les autres cités furent conquises par la force et la dernière à capituler fut Forlì.
À la fin de son mandat, Albornoz promulgua une série de lois et décrets, les Constitutiones Sanctæ Matris Ecclesiæ, connues aujourd’hui comme Constitutions égidiennes.
Un tel système resta en vigueur jusqu’à l’avènement de Napoléon en 1796. L’État pontifical fut réparti selon les cinq provinces traditionnelles, une d’elles fut nommée Provincia Romandiolæ et Exarchatus Ravennæ. Le territoire de la province s’étendait du fleuve Panaro (entre Modène et Bologne) au fleuve Foglia (près de Pesaro).

## La province Romandiolæ de 1357 à 1540
Légat pontifical
Est le détenteur du pouvoir temporel dans la province et répond directement au pape. Donne les ordres à tous les ecclésiastiques du territoire et peut, en cas de conflit, défaire le recteur de sa sphère d’influence.
Recteur
La charge est confiée généralement à un homme d’arme expérimenté. C’est la plus haute autorité judiciaire de la province.
Président ou gouverneur
En Romagne fut aussi prévu le rôle de président (ou gouverneur), dépendant du légat résidant à Ravenne.
Vicaire pontifical
Après la récupération des territoires, les familles seigneuriales qui ne voulaient être chassées de la cité qu’elles avaient dominée, firent un pacte avec le Saint-Siège. Les premiers à rejoindre un tel accord furent les Malatesta de Rimini, les Da Polenta de Ravenne et les  Alidosi d’Imola.
Le vicaire détient le merum et mixtum imperium et gladii potestatem, c’est-à-dire la pleine juridiction civile et criminelle. Il a aussi le pouvoir d’encaisser tous les impôts pour le compte du Saint-Siège et peut retenir pour lui les taxes. En échange, il paie un impôt à la chambre apostolique dénommé census.
Vicarius in spiritualibus
Le vicaire spirituel est un homme d’église qui seconde le légat  avec la fonction de faire exécuter ses ordres. Créé par Martin IV (1281-85), fut supprimé en 1416.

### DuXIVeauXVIesiècle
Les évènements majeurs survenus dans la Province Romandiolæ entre 1357 et 1540 furent :
- 1371 : le cardinal légat est Anglic de Grimoard, secondé par le vicaire spirituel Pierre d'Estaing, archevêque de Bourges. Anglic rédigea deux recensements fiscaux : la Descriptio civitatis Bononiensis eiusque comitatus, et la Descriptio provinciæ Romandiolæ;
- 1475 : le pape Sixte IV, dans la Brève de nomination de d’évêque de Cesena, Giuseppe Venturelli, à gouverneur de la province, indiqua précisément les confins entre le diocèse de Bologne et celui d’Imola, déclarant que tels confins devaient être signés du Sillaro et de la route de Dozza [2], et confirme le confins sud-est, qui courait « du mont à la plaine jusqu’au fleuve Foglia »[3].
- 1540 : Giovanni Guidiccioni, nommé gouverneur depuis peu, institua à Forlì la Magistrature dite des  Novanta Pacifici, pour mettre fin aux discordes entre les factions des nobles familles. Cette magistrature resta active jusqu’en 1797, quand elle fut dissoute par Napoléon.

## Source de traduction
- (it) Cet article est partiellement ou en totalité issu de l’article de Wikipédia en italien intitulé « Provincia Romandiolæ » (voir la liste des auteurs) le 11/07/2012.